# Филидор, Франсуа-Андре
Франсуа́-Андре́ Даника́н Филидо́р (фр. François-André Danican Philidor, 7 сентября 1726, Дрё, Франция — 31 августа 1795, Лондон) — французский оперный композитор, шахматист, шахматный теоретик, в своё время считался сильнейшим шахматистом в мире. Предвестник позиционной шахматной школы.

## Биография
Родился 7 сентября 1726 года в Дрё (Франция). Отец — придворный музыкант и композитор Андре Филидор (старший). В шесть лет был принят в придворную хоровую капеллу Версаля. Ученик А. Кампра. После окончания обучения переехал в Париж, где посещал кафе «Режанс»; там он брал уроки шахмат у Легаля. Проживал в Нидерландах, Англии, Пруссии (1745—1754).
13 февраля 1760 года в церкви Сен-Сюльпис в Париже он женился на Элизабет Рише (Рише), родившейся в Версале в 1741 году в семье музыкантов (Франсуа Жозеф Рише 1714—1757, музыкант и композитор герцога Шартрского, и Мари Элизабет Леруа). Его жена, певица и клавесинистка, особенно отличилась своими интерпретациями Духовного концерта. Детей в семье не было.
Умер в Лондоне 31 августа 1795 года.

## Музыкальная деятельность
Как композитор широкую известность завоевал прежде всего своими мелодически привлекательными комическими операми, которых за свою жизнь написал свыше 30. Первая из его комических опер «Сапожник Блез», была поставлена в Париже в 1759 году. Большинство из последовавших за ней сценических произведений исполнялось также в Париже. Было написано также несколько опер патетико-трагедийного плана, в которых Филидор опирался на традиции творчества К. В. Глюка. А в своих идейно-эстетических установках был близок к энциклопедистам.
Будучи в Англии, Филидор познакомился с музыкой Генделя и, подражая ей, начал писать мотеты (1754). Но вскоре Филидор обращается к сочинению комических опер и достигает в этом жанре больших успехов. Он жил попеременно в Париже и Лондоне, где состоялись премьеры его опер.
Сюжетами для своих произведений Филидор выбирал незатейливые бытовые комедии. Героями его опер большей частью были ремесленники, крестьяне, солдаты. Значительное место в них занимали жанровые сцены из жизни простого люда. Филидор превосходил своих современников А. Гретри и Монсиньи в богатстве гармонического языка, в более интересном построении ансамблей, в красочности оркестра, но значительно уступал им как мелодист. В опере «Том Джонс» по сюжету романа Генри Филдинга (пост. 1765) Филидор впервые ввел в квартет солистов без инструментального сопровождения, что произвело в те годы огромное впечатление на зрителей. Новым в его комических операх была и замена обычных куплетов различными формами арий и ансамблей. Филидор писал и оперы-сериа, среди которых имела успех «Эрнелинда, принцесса Норвежская» (1767; 2-я ред. — «Сандомир, датский принц» — 1769). Некоторые оперы Филидора успешно шли и на русской сцене.

### Оперы
- 1759 — «Сапожник Блез»
- 1760 — «Солдат-чародей»
- 1761 — «Садовник и его господин»
- 1761 — «Кузнец» (выдержал в то время свыше 200 представлений),
- 1762 — «Санчо Панса на своем острове»
- 1763 — «Дровосек, или Три желания»
- 1764 — «Колдун»
- 1764 — «Том Джонс»
- 1773 — «Добрый сын»

и др.

## Шахматная деятельность
Является одним из виднейших шахматных теоретиков XVIII века. Подверг серьёзному пересмотру взгляды предшественников, прежде всего итальянских мастеров, считавших, что наилучшим стилем игры является массированная атака на короля противника всеми наличными средствами, и использовавших пешки только как вспомогательный материал.
Развил то, что впоследствии было названо позиционным стилем игры. Считал, что игроку не следует безрассудно бросаться в атаки, он должен планомерно строить сильную, устойчивую позицию, наносить точно рассчитанные удары по слабым местам позиции противника, при необходимости прибегая к разменам и упрощениям, если они ведут к выгодному эндшпилю. Правильная позиция, по Филидору, это, прежде всего, правильное расположение пешек. В своей книге «Анализ шахматной игры» (1749) Филидор писал:

Пешки — душа шахмат, только они создают атаку и защиту, от их хорошего или плохого расположения целиком зависит победа или поражение в партии.
Оригинальный текст (фр.)…les Pions : Ils sont l'ame des Echecs : Ce sont eux uniquement qui forment l'attaque & la defence; & de leur bon ou mauvais arrangement, depend entierement le gain ou la perte de la Partie.

Филидор разработал тактику продвижения пешечной цепи, настаивал на важности пешечного центра и проанализировал борьбу за центр. Во многом его идеи легли в основание шахматной теории следующего века. Написанная им книга «Анализ шахматной игры» стала классикой, она выдержала 42 издания только в XVIII веке и многократно переиздавалась позже.
Именем Филидора назван шахматный дебют — «Защита Филидора».

## Филидор вфилателии
На Кубе в 1976 году вышла «шахматная» почтовая марка, посвящённая памяти Франсуа-Андре Филидора. На марке изображён портрет знаменитого шахматиста, обложка его книги и пешка.

## Книги
- «Анализ шахматной игры», 1749